# 塔爾博特角
塔爾博特角（英語：Talbott Point），是南極洲的海岬，位於比斯科群島，處於杜波依斯島北端，根據英國探險隊拍攝的空中照片繪入地圖，以美國生理學家命名，現時由南極條約體系管理。